# Regnitz
La Regnitz est une rivière allemande de 58 km de long qui coule dans le land de Bavière. Elle est un affluent du Main et donc un sous-affluent du Rhin.

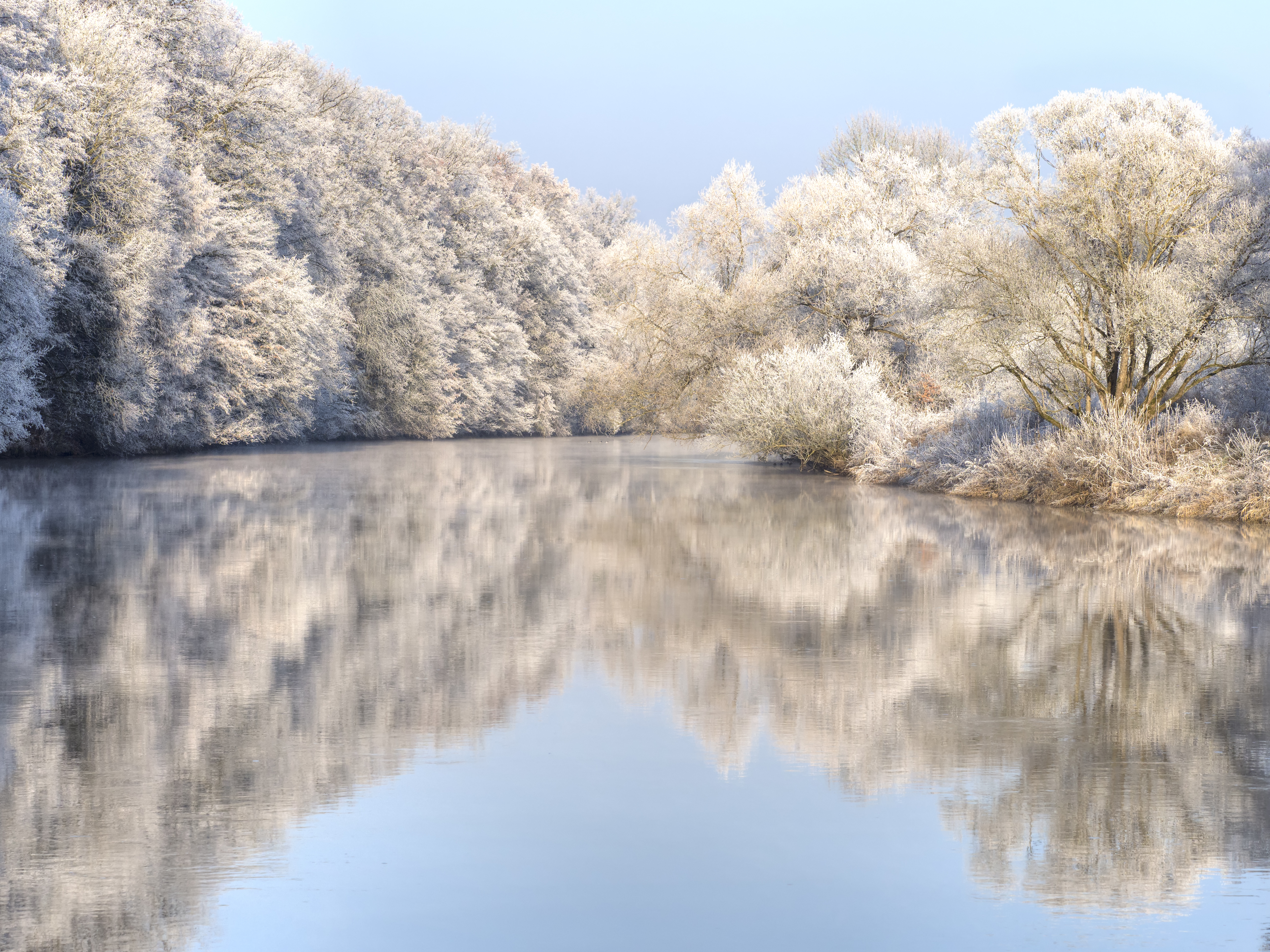
Des arbres en hiver sur la rivière entre Pettstadt et Bamberg.
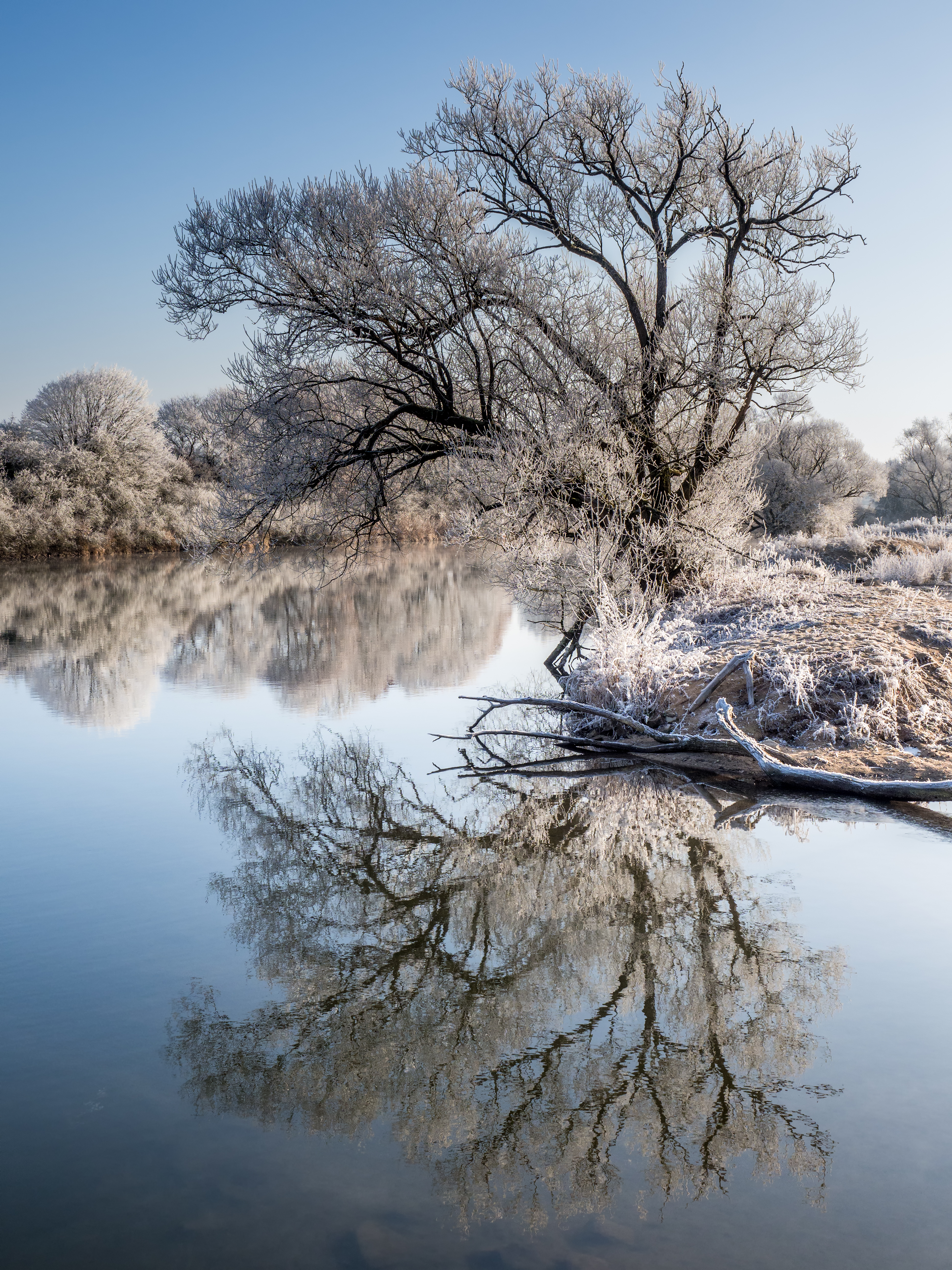
Des saules, toujours entre Pettstadt et Bamberg.
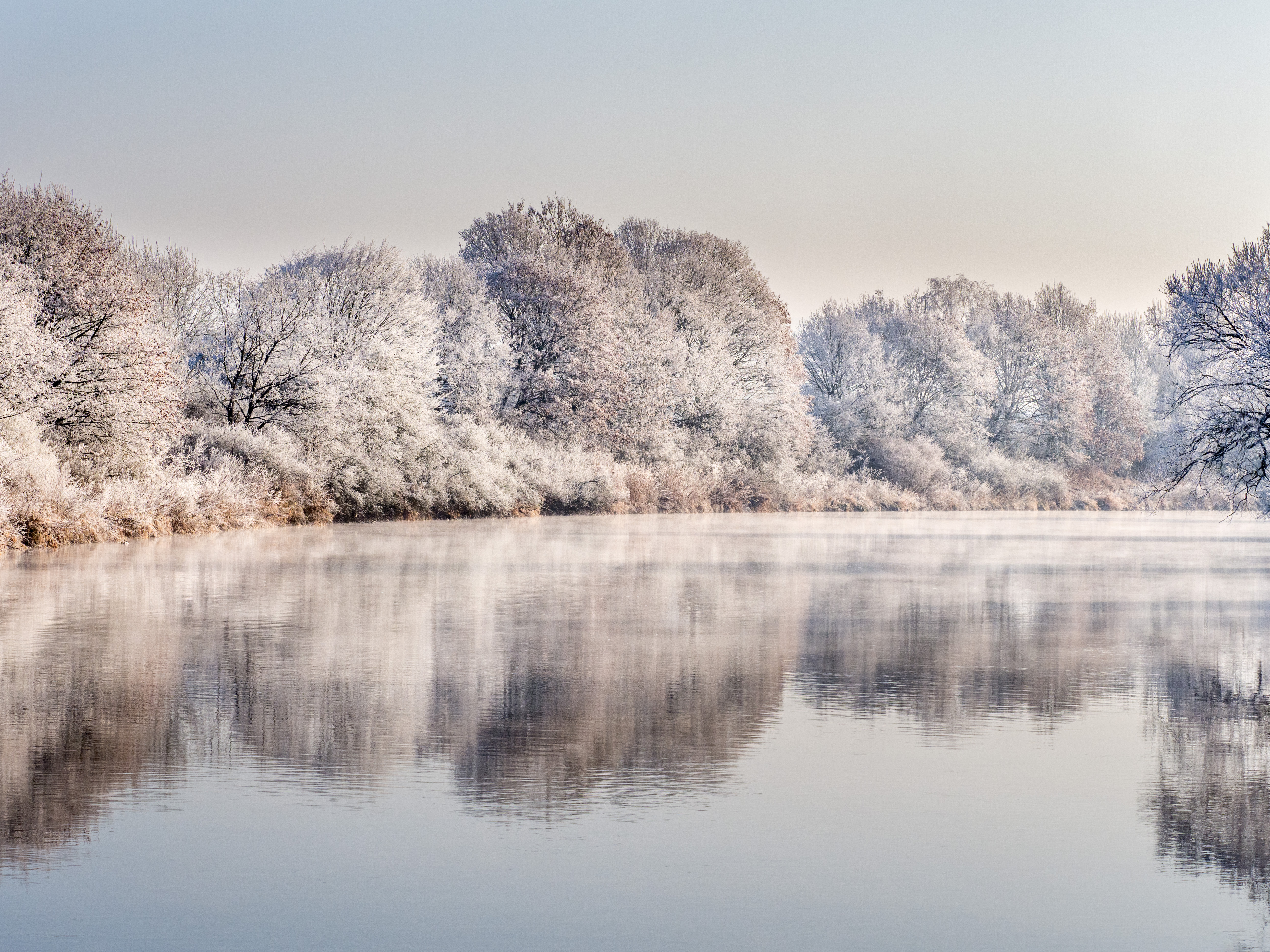
Même chose.
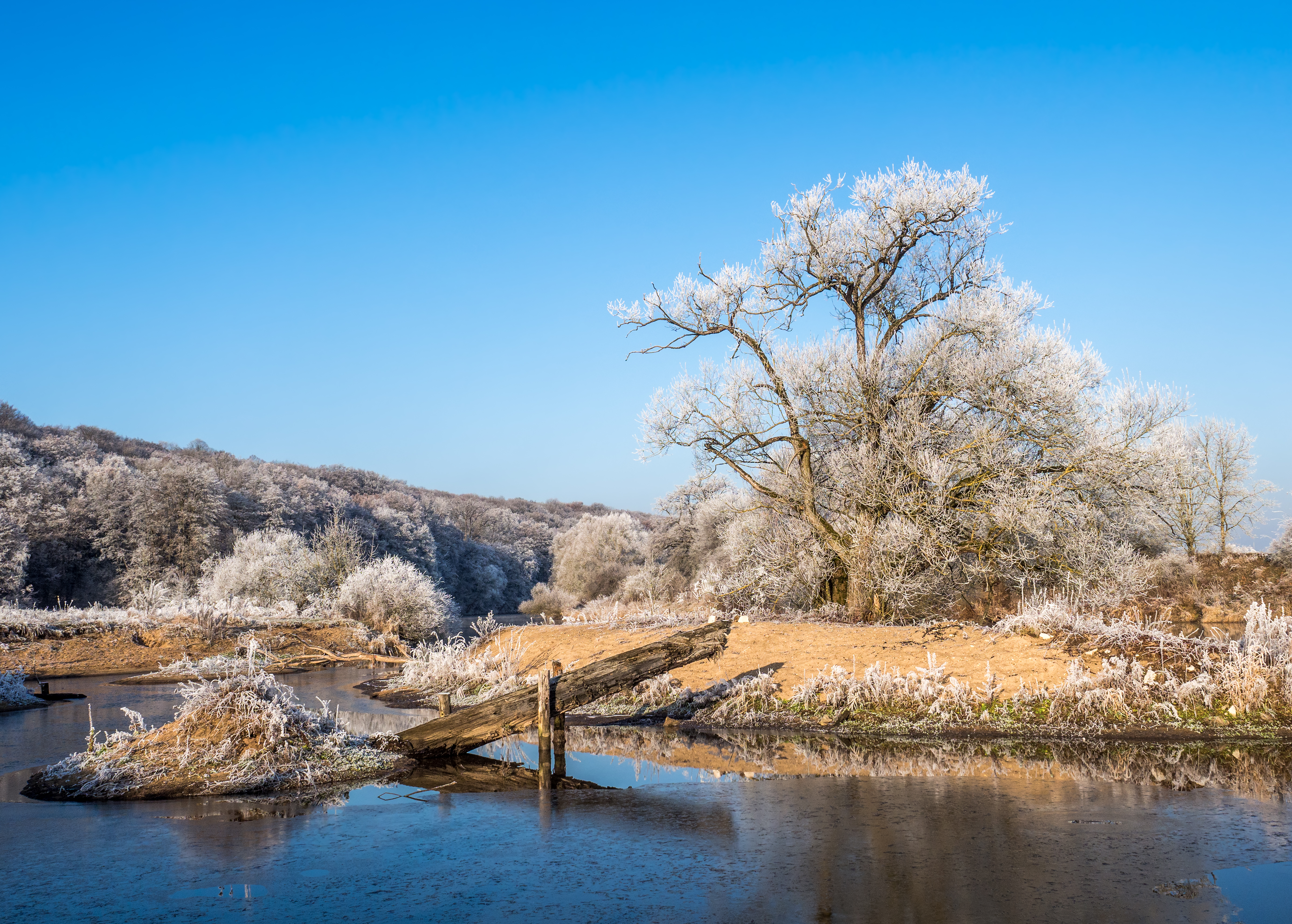
Pareil.

Elle prend son nom à la confluence des rivières Rednitz et Pegnitz qui se rencontrent dans la ville de Fürth.
Avec son affluent la Pegnitz, la Regnitz a une longueur de 162 km et est le principal affluent du Main, d'autant qu'elle apporte un débit considérable (56,6 m3/s), supérieur à celui du Main (44,7 m3/s) : à ce titre, on peut la considérer comme le cours d'eau majeur du bassin hydrographique du Main. La Pegnitz arrose en outre ce qui est de loin la plus grande agglomération des affluents du Main : Nuremberg.